# Harper, Oregon
Harper är en ort i Malheur County i delstaten Oregon, USA.